# Butikschefen
Butikschefen (engelska: The Floorwalker) är en amerikansk kortfilm från 1916 i regi av Charlie Chaplin, med Charlie Chaplin, Edna Purviance, Eric Campbell och Lloyd Bacon i rollerna. Filmen var Charlie Chaplins första film för Mutual Film Corporation. 

## Rollista
| Charlie Chaplin  | – The New Floorwalker |
| Edna Purviance   | – The Secretary       |
| Eric Campbell    | – Store Manager       |
| Lloyd Bacon      | – The Floorwalker     |
| Albert Austin    | – A Clerk             |
| Charlotte Mineau | – A Detective         |
| Leo White        | – A Customer          |